# Fromage à pâte fraîche
Fromage à pâte fraîche est une appellation désignant un fromage jeune, sans croûte formée, élaboré à partir de lait, lait écrémé, de petit-lait ou de composants du lait (caséine et matières grasses), et dont la pâte n'a pas été affinée.
Cette appellation correspond à une catégorie technologique, celle des fromages non affinés qui sont les plus simples à élaborer (voir Types de pâtes de fromage).
En France, elle peut s'appuyer sur la définition légale des « fromages blancs... avec le qualificatif frais », décret no 2007-628 du 27 avril 2007 relatif aux fromages et spécialités fromagères, version consolidée au  29 mars 2020.
Du point de vue technologique, un fromage blanc est obtenu à partir d'un caillage assuré principalement par la fermentation et donne un produit acide alors que les fromages à pâte fraîche peuvent aussi être obtenus par un caillage à dominante présure et donnent donc aussi des produits doux. De ce point de vue qui est retenu dans les articles de Wikipedia, l'appellation fromage à pâte fraîche est donc plus générale que l'appellation fromage blanc.
La distinction des fromages à pâtes fraîches d'avec les yaourts et laits fermentés tient dans le fait que ces produits ne sont pas égouttés (1 l de lait donne 1 l de produit fini) alors qu'un fromage l'est obligatoirement.
Les fromages de lactosérum entrent dans la catégorie des fromages à pâte fraîche s'ils sont consommés frais, bien que la coagulation du petit-lait soit très généralement obtenue par chauffage. Cependant certains de ces fromages peuvent aussi être légèrement affinés, ainsi le brunost norvégien entre éventuellement dans la catégorie des fromages à pâte pressée cuite.
Du point de vue du producteur, les fromages à pâtes fraîches présentent l'avantage d'éviter les immobilisations dues à l'affinage et certaines marques sont très industrialisées (fromage à la crème, petits-suisses notamment).

## Méthodes d'obtention

### Fromage
Le caillage du lait est obtenu par ensemencement naturel (rayeb traditionnel) ou l'ajout de culture bactérienne et de présure au lait, puis s'amorce un processus d'égouttage léger qui permet d'obtenir une pâte d'une consistance plus ferme tout en lui conservant un taux d'humidité très élevé, de 60 à 80 % et une teneur en matière grasse variable de 0,5 à 30 %.

### Fromage de lactosérum
Le lactosérum ne contient plus de caséine mais seulement albumines, lactose et parfois matières grasses. Pour obtenir la coagulation, il faut soit rajouter du lait frais, soit chauffer et éventuellement acidifier directement le petit-lait. Ces fromages ne sont évidemment des pâtes fraîches que s'ils sont consommés frais. Sinon une fermentation secondaire apparaît rapidement; ils peuvent être plus ou moins affinés après salage et prennent alors un goût prononcé comme le brocciu passu en Corse ou le brunost en Norvège mais ce ne sont plus des fromages frais.

#### Par concentration
Le lactosérum peut être transformé en fromage par évaporation à chaud, parfois additionné de lait, de crème, puis moulé.
 
La teneur en lactose de ce type de fromage étant assez élevée, sa couleur oscille entre le jaune pâle et le marron, avec un goût doux, cuit ou caramélisé (gjetost, brunost…).

#### Par thermocoagulation
Le lactosérum peut être transformé en fromage par précipitation à chaud (80-90 °C), parfois additionné de lait, de crème. La pâte grumeleuse obtenue est ensuite égouttée, formée, et le fromage obtenu peut être un peu affiné ou non. La teneur en lactose de ce type de fromage étant relativement faible, sa couleur varie du blanc au jaune pâle.

#### Par acidification directe
Pour les fromages de lait à pâte fraîche, l'acidification et la coagulation sont des conséquences de la fermentation lactique. Cette acidification peut être obtenue directement par l'ajout de vinaigre ou de jus de citron et complète l'action d'un chauffage léger pour obtenir la coagulation. Cette méthode est utilisée en particulier pour l'élaboration du mascarpone et des cottage cheese (exemple).

## Aspect

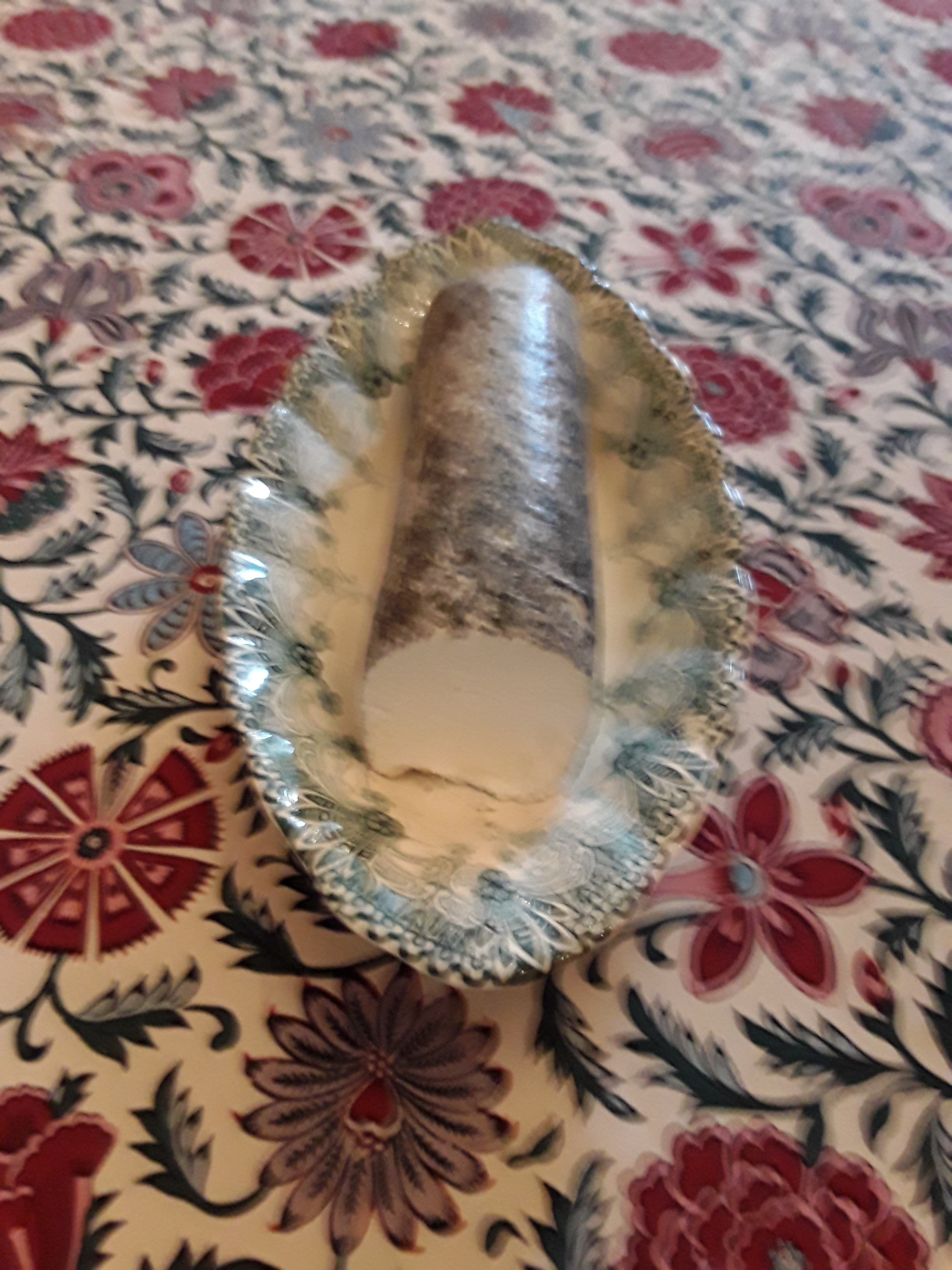
Fromage fermier frais au lait de chèvre produit à Sainte-Maure-de-Touraine (France), salé et cendré

Les fromages à pâte fraîche sont d'un blanc éclatant, d'une texture molle, granuleuse ou lisse, crémeuse et veloutée selon le fromage. 

## Utilisation
Les fromages à pâte fraîche se mélangent bien à d'autres ingrédients et arômes comme les fines herbes, l'ail, des épices ou des fruits, le miel, la crème de châtaigne, les confitures. Un exemple de ces mélanges est la cervelle de canut. Ils peuvent entrer dans la composition de gâteaux comme le cheesecake ou le tourteau fromagé. La tomme fraîche est indispensable à la préparation de plats comme l'aligot.
Les pâtes fraîches sont très utilisées en alimentation industrielle de masse, en particulier les fromages à la crème de  type mascarpone ou philadelphia qui prennent la place des fromages affinés à pâte molle, et les pâtes filées de type mozzarella qui remplacent les pâtes pressées ou cuites traditionnelles. Elles sont aussi à la base de la fabrication des fromages industriels à pâte fondue (Vache qui rit) et de nombreux desserts et apéritifs. Elles sont des ingrédients incontournables des plats de la restauration rapide : pizzas, sandwiches, hamburgers, crêpes, et collective industrielle : salades, gratins, dessert ou fromage.

## Appellations diverses

### Fromages à pâte fraîche à base delaitoulait écrémé
Ces fromages font l'objet de diverses appellations régionales.
La caillebotte, (Poitou et Charentes, principalement) et certains caillés (recuit en Catalan...) représentent un cas à part, puisqu'étant très peu égouttés, leur classification comme fromage est contestable. Le caillage est obtenu seulement avec de la présure, ce qui est aussi le cas de la jonchée et de la tomme blanche. Le Poitou et les Charentes utilisaient le terme fromage mou (feurmage mouc en poitevin) pour le fromage à pâte fraîche fermentée (fromage blanc) bien différencié de la caillebotte et de la jonchée. La jonchée d'Aunis ou de Niort subit un léger égouttage par exposition sur un paillon de joncs. 
Les caillés de chèvre, cendrés ou non, de forme Sainte-maure sont couramment consommés frais et peuvent être appelés fromages blancs de chèvre, mais le même caillé mieux égoutté et affiné devient un fromage à pâte molle et croûte cendrée (Sainte-maure-de-touraine) en gardant presque le même nom. Des distinctions similaires peuvent être faites pour d'autres chèvres.
- Caillé, Midi de la France
- Caș, Roumanie
- Claquebitou, au lait de chèvre, Bourgogne
- Fromage à pâte filée consommé frais, Italie, exemple : Fior di latte. Productions industrielles dans les grands pays producteurs de fromage
- Fromage en grains, Québec, Amérique du Nord

- Feta (Grèce, Balkans), conservé en saumure
- Fromage blanc, nombreuses productions artisanales et industrielles
- Faisselle, fromage blanc généralement vendu dans sa faisselle, Centre de la France (Berry), Région lyonnaise, Lorraine
- Jonchée, Aunis, marais poitevin
- Labné, suzme et labneh anbaris, Liban et pays de traditions culinaires ottomanes
- Maquée, Belgique
- Mató : Catalogne
- Panir (Inde, Iran)
- Petit-suisse : France
- Recuit de drap : Catalogne, égoutté par filtrage dans une toile
- Séré[6]
- Tome fraîche, Haute-Auvergne, Rouergue, Haut-Languedoc
- Tomme blanche, Savoie

### Fromages à pâte fraîche à base de petit-lait (lactosérum)
- Anari (es) : Chypre
- Anthotyros (en) : Crète
- Brocciu : Corse (France)
- Brossat : Catalogne
- Brousse :  Provence (France)
- Cottage cheese : Royaume-Uni, Amérique du Nord, Pologne. Le cottage cheese peut aussi être obtenu à partir de lait écrèmé mais toujours en principe par chauffage et acidification directe.
- Greuilh : Hautes-Pyrénées (France)
- Manouri : Grèce
- Mizithra ou myzithra : Grèce
- Primost : Norvège et Suède
- Recuite : Aveyron (France)
- Requesón : Espagne et monde hispanique
- Ricotta : Italie et Tessin (Suisse)
- Rigouta :  Tunisie
- Schottenziger : Suisse
- Sérac : Suisse (Ziger en Suisse alémanique) et France (Alpes et Jura)
- Fromage tcherkesse (lait et petit-lait), Russie, Turquie, Ukraine
- Urdă : Roumanie
- Ziger (de) : nom du sérac en Europe de l'Est et centrale, notamment en Allemagne, Autriche et Suisse
- Zincica : Roumanie, ex-Yougoslavie, Tchécoslovaquie

### Fromages à pâte fraîche à base decrème
La fabrication du mascarpone s'apparente à celle des fromages à base de petit-lait (chauffage et acidification directe) mais la matière première est la crème de lait.
- Mascarpone, Italie
- Manouri, Nord de la Grèce, peut être fabriqué à partir d'un mélange de crème et petit-lait[7].
- Fromage à la crème, cream cheese, philadelphia : les marques industrielles de ces fromages sont très populaires en Amérique du Nord. En France, le Boursin (marque), certains petits-suisses s'en rapprochent, avec une proportion de crème moindre.